# 31e brigade de cavalerie (Empire allemand)
Pour les articles homonymes, voir 31e brigade.
La 31e brigade de cavalerie est une grande unité de l'armée prussienne.

## Histoire
Au cours de la formation du 15e corps d'armée, la brigade est créée par arrêté du ministère de la Guerre le 20 mars 1871. Le commandement est à Strasbourg et à partir de 1912 à Sarrebruck. La brigade fait partie de la 31e division d'infanterie et les 15e régiment de dragons et le 15e régiment d'uhlans lui sont subordonnés. Du printemps 1878 à 1890, le 7e régiment d'uhlans (de) et au 5e régiment de chevau-légers royal bavarois (de) sont rattachés à la brigade. En 1896, le rapport de subordination change. Le 15e régiment d'uhlans est transféré au 30e brigade de cavalerie et le 9e régiment de hussards est transféré de la 16e brigade de cavalerie.
Le 1er octobre 1912, des changements s'opèrent avec l'agrandissement de l'armée. Grâce à la formation du 21e corps d'armée, la 31e division et la 31e brigade de cavalerie sont rattachées au service militaire du commandement général de Sarrebruck. Le 15e régiment de dragons et le 9e régiment de hussards sont remplacés par le 7e régiment d'uhlans (de) et le 7e régiment de dragons.
Avec le déclenchement de la Première Guerre mondiale, la brigade est dissoute. Le 7e régiment d'uhlans devient la cavalerie divisionnaire de la 31e division d'infanterie, et le 7e régiment de dragons de la 42e division d'infanterie.

## Commandants
| Grade               | Nom                              | Date                                                |
| ------------------- | -------------------------------- | --------------------------------------------------- |
| Generalmajor        | Hiob von Hontheim                | 20 mars 1871 au 16 septembre 1872                   |
| Oberst/Generalmajor | August Paul von Kahlden (de)     | 2 novembre 1872 au 15 avril 1874                    |
| Oberst/Generalmajor | Bodo von Suckow (de)             | 28 mai 1874 au 11 juin 1880                         |
| Oberst/Generalmajor | Georg von Dincklage (de)         | 12 juin 1880 au 16 octobre 1883                     |
| Oberst/Generalmajor | Gottlieb von Haeseler            | 17 octobre 1883 au 3 décembre 1886                  |
| Generalmajor        | Karl Wilhelm Heinrich von Kleist | 4 décembre 1886 au 31 mars 1890                     |
| Generalmajor        | Friedrich von Bardeleben         | 1er avril 1890 au 26 juillet 1892                   |
| Generalmajor        | Hans von Meyer                   | 28 juillet 1892 au 16 février 1894                  |
| Oberst/Generalmajor | Arthur von Bernewitz (de)        | 17 février 1894 au 19 juillet 1897                  |
| Oberst/Generalmajor | Hugo von Itzenplitz              | 20 juillet 1897 au 17 avril 1901                    |
| Generalmajor        | Friedrich von Bernhardi          | 18 avril 1901 au 23 avril 1904                      |
| Oberst              | Leopold von Goerne (de)          | 24 avril 1904 au 17 août 1905                       |
| Oberst              | Alfred von Kühne                 | 18 août au 18 octobre 1905 (chargé de la direction) |
| Oberst/Generalmajor | Alfred von Kühne                 | 19 octobre 1905 au 1er septembre 1907               |
| Oberst/Generalmajor | Heinrich de Graaff               | 2 septembre 1907 au 31 mars 1911                    |
| Generalmajor        | Raimond von Pelet-Narbonne       | 1er avril 1911 au 26 janvier 1912                   |
| Generalmajor        | Hermann Heidborn                 | 27 janvier 1912 au 2 août 1914                      |